# 4230 van den Bergh
4230 Van den Bergh (1973 ST1) là một tiểu hành tinh nằm phía ngoài của vành đai chính được Cornelis Johannes van Houten, Ingrid van Houten-Groeneveld và Tom Gehrels phát hiện vào ngày 19 tháng 9, năm 1973 tại Đài thiên văn Palomar. Tiểu hành tinh này được đặt theo tên của Sidney Van den Bergh.